# تشو-كو، فوكوكا
تشو-كو (باليابانية: 中央区) (بالإنجليزية: Chuo-ku)، هي بلدة صغيرة تابعة لمحافظة فوكوكا اليابانية.